# Pitcairnia pungens
Pitcairnia pungens là một loài thực vật có hoa trong họ Bromeliaceae. Loài này được Kunth miêu tả khoa học đầu tiên năm 1816.